# Alan Noble (Hockeyspieler)
Alan Henry Noble (* 9. Februar 1885 in Loughborough; † 30. November 1952 in Chatswood, New South Wales) war ein englischer Hockeyspieler, der 1908 mit der englischen Nationalmannschaft Olympiasieger war.

## Sportliche Karriere
Alan Noble besuchte die Derby Public School. Danach spielte er für verschiedene Hockeymannschaften, unter anderem den Formby Hockey Club. 1908 absolvierte er als Halbstürmer sechs Länderspiele für die englische Hockeynationalmannschaft, davon drei bei den Olympischen Spielen. 
Bei den Olympischen Spielen 1908 in London traten insgesamt sechs Mannschaften an, darunter vier britische Teams. Die Briten machten die Medaillen unter sich aus, im Finale bezwangen die Engländer die Iren mit 8:1.
Alan Noble war Sohn eines Bankdirektors aus Leicestershire. Nach seiner Schulausbildung arbeitete auch Alan Noble im Bankwesen. Später emigrierte er nach Australien, wo er für die Union Bank of Australia tätig war.